# Place Saint-Vivien
La place Saint-Vivien est une voie publique de la commune française de Rouen.

## Situation et accès
Cette place est située sur la rive droite de la Seine.

## Origine du nom
La place tient son nom de l'église construite à cet endroit.

## Bâtiments remarquables et lieux de mémoire
- Église Saint-Vivien
- Robert Antoine Pinchon y peint l'église Saint-Vivien en 1905 à l'époque de la foire Saint-Romain